# Holiday Cup
Holiday Cup hade premiär 1998, och är en damlandslagstävling i vattenpolo som spelas i USA.
Ursprungligen spelades turneringen under sommaren, men senare flyttades den till december.

### Fotnoter
1. ↑  ”10th Holiday Cup to Feature Best in Women's Water Polo”. Swimming World. Sports Publications International. 12 november 2009. Arkiverad från originalet den mars 27, 2014. https://web.archive.org/web/20140327220910/http://www.swimmingworldmagazine.com/lane9/news/22635.asp?q=10th-Holiday-Cup-to-Feature-Best-in-Women%27s-Water-Polo. Läst 5 augusti 2011.